# Rody le petit Cid
Pour les articles homonymes, voir Le Cid et Roddy.
Rody le petit Cid (リトル・エル・シドの冒険, Ritoru eru Shido no bōken, espagnol : Ruy, el pequeño Cid) est une série télévisée d'animé hispano-japonaise en 26 épisodes de 26 minutes, coproduite par les studios BRB Internacional et Nippon Animation, et diffusée à partir du 10 septembre 1980 sur Televisión Española, et entre le 6 février et le 12 mars 1984 sur TV Tokyo.
En France, elle a été diffusée à partir du 13 octobre 1982 dans Mercredi-moi tout sur TF1. Rediffusion dans Croque vacances, puis en janvier 1988 sur M6 dans l'émission Graffi'6, en 2005 sur France 5 dans l'émission Midi les Zouzous ; au Québec, en mai 1983 sur TVEC, dès le 13 janvier 1985 sur TVJQ, et en clair à partir du 18 janvier 1989 à Radio-Québec. En Belgique, elle est diffusée dans Lollipop.

## Origine
L’histoire est tirée de la pièce de théâtre Les Enfances du Cid (1618) du dramaturge espagnol Guillén de Castro.

## Synopsis
Royaume de Castille, XIe siècle. Rody est un enfant de onze ans qui souhaite devenir chevalier comme son père. Ce dernier voulant d'abord l'éduquer, il confie l'enfant au monastère. Rody en fait voir de toutes les couleurs aux moines, qui l'envoient auprès de la famille Rodriguez, des amis de son père.

## Fiche technique
- Titre original : Ruy, el pequeño Cid
- Titre français : Rody le petit Cid
- Réalisation : Fumio Kurokawa
- Scénario : Toshiyuki Kashikura, Joaquín Amichartis, Manuel Peiró
- Concepteur de personnages : Naomi Miyata
- Musique : Guido et Maurizio De Angelis
  - Générique français de début interprété par Thierry Le Luron (publié sur 45 tours Philips 6010 607, 1982[4]).
- Maison de production : BRB Internacional et Nippon Animation
- Format : couleur - image : 4:3
- Pays de production :  Espagne,  Japon
- Genre : De cape et d'épée
- Durée : 26 minutes
- Dates de sortie :
  - Espagne : 10 septembre 1980
  - France : 13 octobre 1982
  - Japon : 6 février 1984

## Personnages
- Rody Díaz de Vivar : le personnage principal
- Filou : l’âne de Rody
- Chimène Lozano : la fille du comte Lozano
- Le comte Lozano : un chevalier
- Les moines du monastère de San Pedro
- Don Diego Diaz et son épouse Theresa : les parents de Rody
- Le roi Ferdinand Ier
- Alvar
- Aben
- Froilan
- Barmudez
- Martin

## Voix françaises
- Jackie Berger : Rody Diaz de Vivar
- Francette Vernillat : Alvar, Aben
- Joëlle Fossier : Chimène
- Henri Labussière : Le roi, le père supérieur
- Fabrice Josso : Barmudez
- Thierry Bourdon : Froilan, Munio
- Edgar Givry : Martin
- Jacques Berthier : Diego Diaz, le père de Rody
- Nicole Favart : Theresa, la mère de Rody
- Roger Carel : Zackarias
- Albert Augier : Josepha
- Gérard Hernandez : Dionisio
- Claude Dasset : le narrateur

## Épisodes
1. Un village nommé Vivare
2. Le Père de Rody
3. Le Monastère
4. Sur le qui-vive
5. La Punition
6. Le Chef de bande
7. La Tour du géant
8. Le Cerf-volant
9. Le Fer à cheval d'argent
10. Les Malandrins
11. Duel pour un château
12. Le Chevalier imaginaire et les Sarrasins
13. L'Enlèvement manqué
14. Une nuit dans le cimetière
15. Le Justicier fou
16. Le Sanglier
17. L'Étendard
18. Le Fantôme
19. Un château pour Martin
20. Les Cloches de Pancorde
21. Les Montagnards
22. Le Pont des pèlerins
23. Le Complot
24. La Flèche mortelle
25. Le Roi en danger
26. La Victoire

## Produits dérivés
Le dessin animé est sorti en VHS dans les années 1980 puis en deux coffrets de 4 DVD dans les années 2000.
Il existe aussi des figurines en PVC et une tente en forme de maison (Mundia/TF1, 1982 ; 120 cm de haut au faîte du toit, 90 sur les côtés, 85 cm de profondeur).

## Disponibilité
Le dessin animé est disponible en intégralité sur la chaîne YouTube officielle de BRB France.